# Resyllabierung
Resyllabierung ist eine Möglichkeit der Silbenstrukturveränderung, bei der die Silbengrenze innerhalb eines Wortes verschoben wird, ohne dass sich das Wort orthografisch ändert. Grund dafür ist das Streben einer jeden Sprache nach der optimalen Silbe, die aus einem Konsonanten und einem Vokal besteht (KV), sodass ein flüssigeres Sprechen möglich wird.

## Beispiele
Das Wort herein besteht aus den Monosyllaba her und ein, müsste also eigentlich her•ein ausgesprochen werden. Es wird durch die Resyllabierung aber he•rein ausgesprochen. Ebenso verhält es sich mit dem Wort voraus, das aus vor und aus besteht, deshalb also eigentlich vor•aus ausgesprochen werden müsste, wegen Resyllabierung aber vo•raus ausgesprochen wird. Das Wörterbuch Duden lässt daher beide Trennmöglichkeiten zu ("her-ein", "vor-aus", "he-rein", "vo-raus"), empfiehlt aber die beiden letzteren.
Auch bei dem Wort „Hebamme“ kam es zu einer Resyllabierung. Das Wort stammt etymologisch von mhd. hebeamme ab. Nach der e-Synkope zur Hiatvermeidung entwickelten sich zwei Ausspracheweisen, sowohl heb•amme [ˈheːp|amə] als auch he•bamme [ˈheːbamə].